# Huesa
Huesa – gmina w Hiszpanii, w prowincji Jaén, w Andaluzji, o powierzchni 138,43 km². W 2011 roku gmina liczyła 2648 mieszkańców.